# Lepeophtheirus muraenae
Lepeophtheirus muraenae is een eenoogkreeftjessoort uit de familie van de Caligidae. De wetenschappelijke naam van de soort is voor het eerst geldig gepubliceerd in 1960 door Sueo M. Shiino.